# Christian Gottfried Giebel

Christian Gottfried Giebel

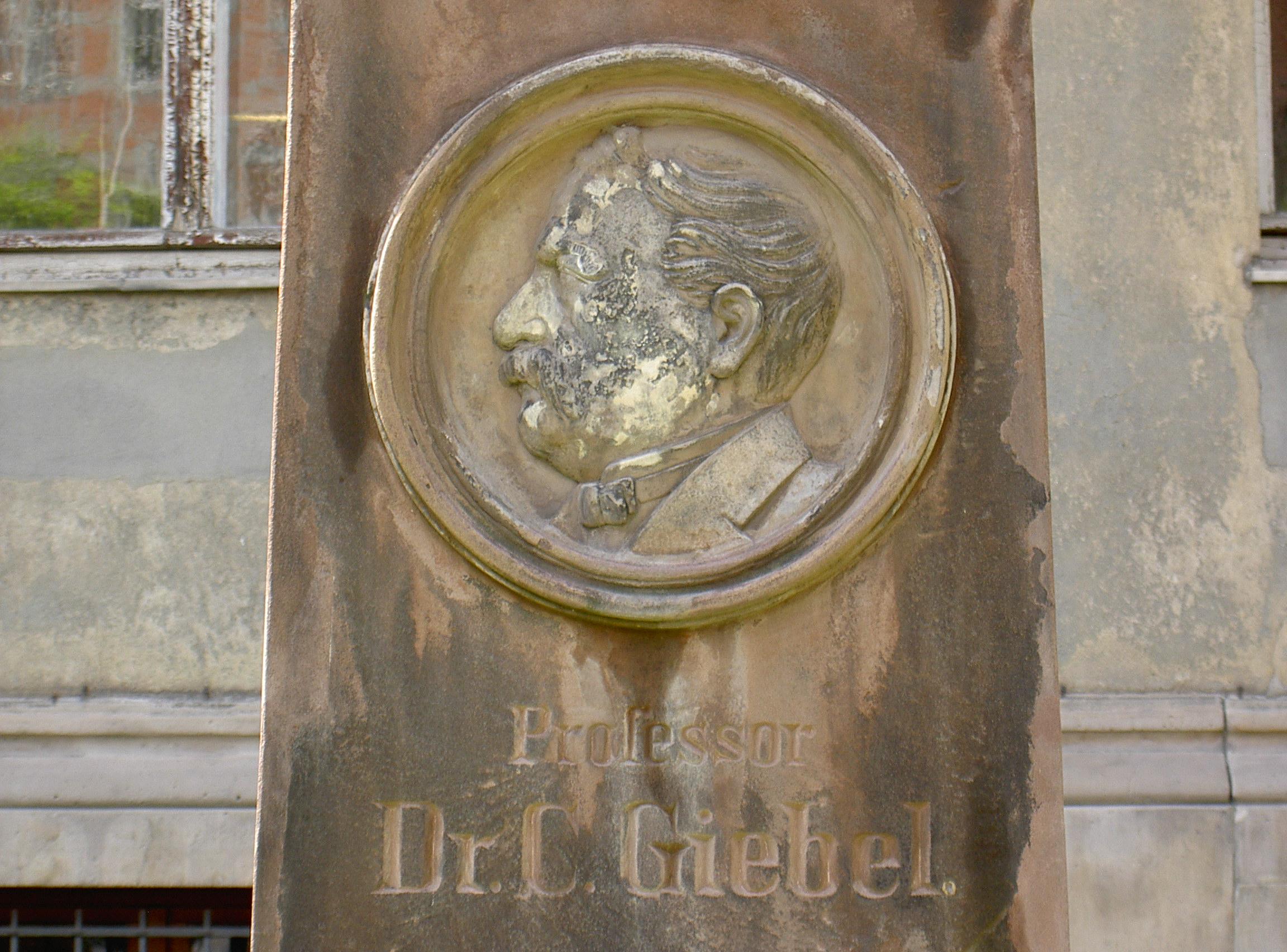
Christian (auch: Christoph) Gottfried Andreas Giebel, Gedenkstein in Halle

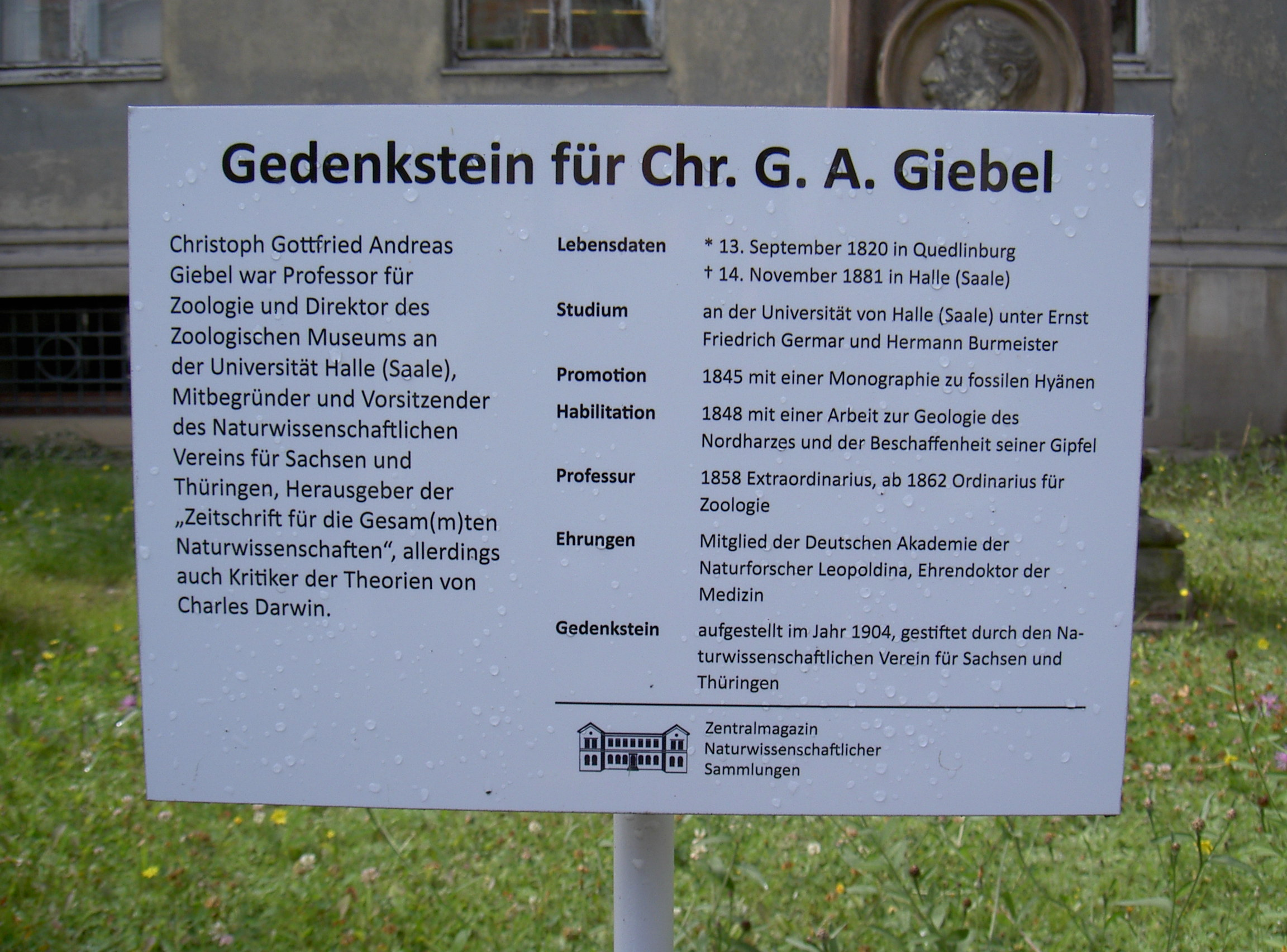
Christian (auch: Christoph) Gottfried Andreas Giebel, Gedenkstein in Halle

Christian Gottfried Andreas Giebel (* 13. September 1820 in Quedlinburg; † 14. November 1881 in Halle (Saale)) war ein deutscher Zoologe und Paläontologe.

## Leben
Als Sohn des Kalkbrenners Christoph, dessen Vorfahren schon die Kalkbrennerei besaßen, und dessen Frau Johanna Keilholz wurde Christian Gottfried Giebel am 13. September 1820 in Quedlinburg geboren. Dort konnte er sich bereits in frühen Jahren mit Gesteinen beschäftigen. Auch Knochenfunde von eiszeitlichen Lebewesen untersuchte er, was sein Interesse für die Naturwissenschaften weckte. Er besuchte ein Gymnasium in seiner Heimatstadt und danach zum Mathematik- und Naturwissenschaftsstudium die Universität Halle. Seine Lehrer waren Ernst Friedrich Germar und Hermann Burmeister. An der Universität gründete er den Naturwissenschaftlichen Verein in Halle. Für diesen fungierte Giebel als Direktor und veröffentlichte später mit dem Verein die Zeitschrift für die gesammten Naturwissenschaften.
Wollte Giebel zunächst noch für ein Lehramt studieren, gab er diesen Wunsch nun auf und studierte Paläontologie und Zoologie. Er wurde 1845 in Halle mit einer Arbeit über fossile Hyänen promoviert. 1848 habilitierte er sich als Privatdozent für diese Fächer. Er hielt mehrere Male vertretend für Burmeister und Germar, die sich im Ausland befanden, Vorlesungen über Zoologie. Dies reichte für Giebel aber nicht aus, um genug Geld zu verdienen, er wollte beamteter Hochschullehrer werden, erhielt diese Stelle zunächst aber nicht. Er überbrückte diese Phase mit populärwissenschaftlichen Publikationen. Erst 1858 wurde er zum außerordentlichen Professor ernannt; nachdem Burmeister 1861 schließlich umgesiedelt war, wurde Giebel als dessen Nachfolger ordentlicher Professor der Zoologie an der Universität Halle und Direktor des Zoologischen Museums. Damit änderte sich auch sein Interessengebiet, hatte er sich vorher mit ausgestorbenen Tieren beschäftigt, wandte er sich nun den lebenden Tieren zu.
Wilhelm Heß beschreibt Giebel als fleißigen und kenntnisreichen Zoologen, der dem Darwinismus ablehnend gegenüberstand. Außerdem habe es Giebel geschafft, die Ergebnisse seiner wissenschaftlichen Forschung allgemeinverständlich auszudrücken. Allerdings wurde durch Giebels ununterbrochenes Wirken seine Gesundheit beeinträchtigt, wegen eines Steinleidens musste er operiert werden. Kurz vor seinem Tod gab er seine Professur auf und erlitt mehrere Schlaganfälle, am 14. November 1881 verstarb er schließlich in Halle im Alter von 61 Jahren.
Giebel war Mitglied der Leopoldina und Ehrendoktor der Medizin. Besonderen Fleiß zeigte er bei Veröffentlichungen, die meistens Nachschlagewerke oder Handbücher waren.

## Schriften

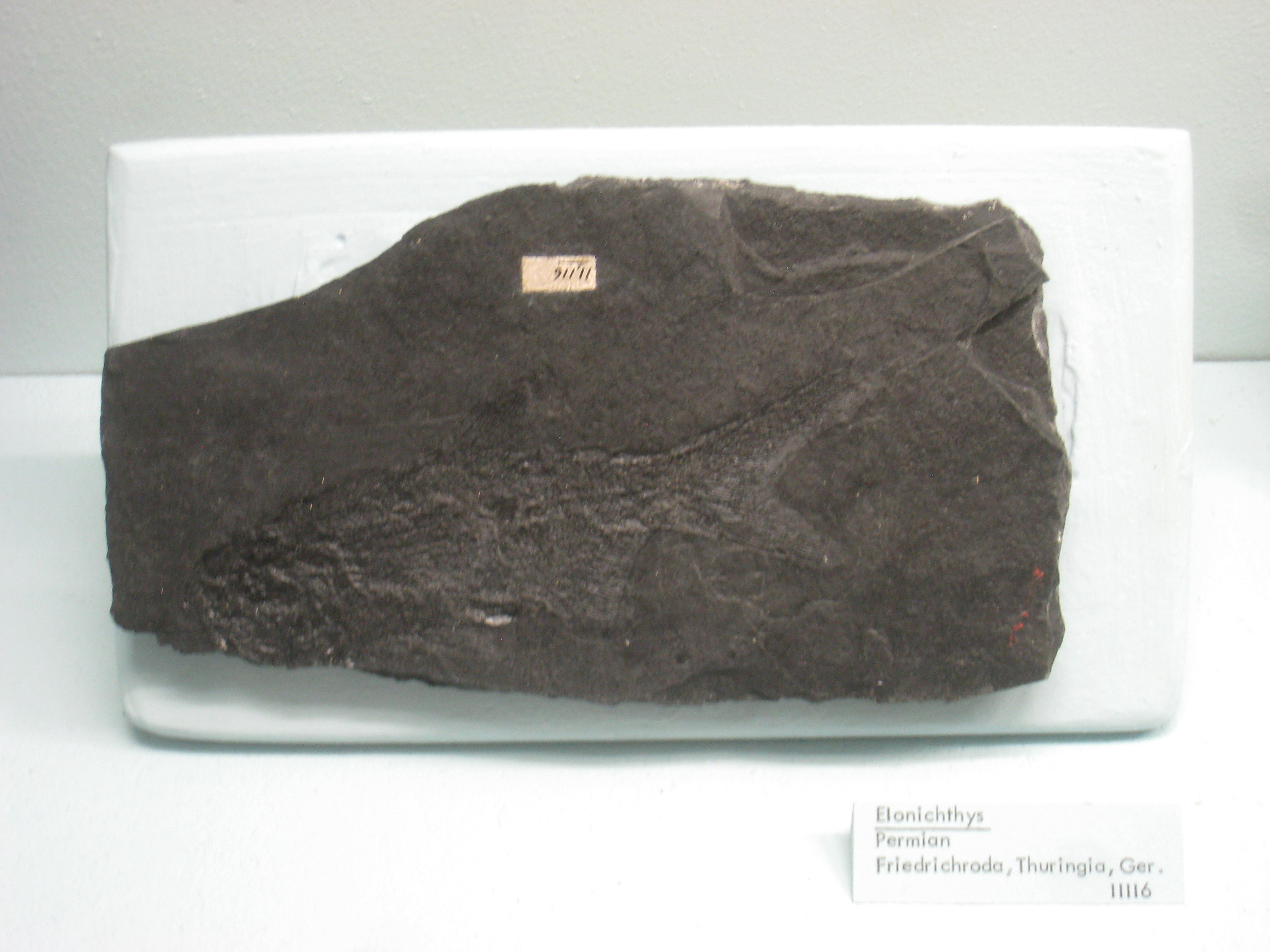
Erstbeschreibung 1848 der Ganoidfischgattung Elonichthys, Exemplar im Museum of Natural History der Universität Michigan

- Das vorweltliche, wollhaarige Rhinozeros des Gevekenberges. Dissertation, 1845
- Paläozoologie. Entwurf einer systematischen Darstellung der Fauna der Vorwelt. Merseburg 1846
- Fauna der Vorwelt. Leipzig 1847–56, 3 Bände unvollendet
- Gaea excursoria germanica. Leipzig 1848
- Allgemeine Paläontologie. 1852
- Odontographie. Leipzig 1854
- Die Säugetiere. Leipzig 1853–55 Digitalisat bei Google
- Petrefacta Germaniae. Leipzig 1866
- Insecta epizoa. nach Nitzsch’ Nachlass bearbeitet, Leipzig 1874
- Thesaurus ornithologiae. Leipzig 1872–77, 3 Bände
- Gaea excursoria germanica. Leipzig 1848
- Lehrbuch der Zoologie. Darmstadt 1857; 6. Auflage 1880
- Tagesfragen aus der Naturgeschichte. 3. Auflage, Berlin 1859
- Naturgeschichte des Tierreichs. Leipzig 1858 bis 1864, 5 Bände
- Landwirtschaftliche Zoologie. Glogau 1869
- Der Mensch, sein Körperbau, seine Lebenstätigkeit etc. Leipzig 1868
- Vogelschutzbuch. 1868, 4. Auflage Berlin 1877